# Сангтудинська ГЕС-1
Сангтудинська ГЕС-1 — діюча ГЕС в Хатлонській області Таджикистану. ГЕС входить до Вахшського каскаду ГЕС.
Будівництво було розпочато у 1980-х роках, але було призупинено на початку 1990-х років через брак фінансування, коли станція мала близько 20 % готовності. Угода з Росією дозволило завершити будівництво, з чотири турбіни було введено в експлуатацію в 2008—2009 рр. ГЕС було офіційно введено в експлуатацію 31 липня 2009 після повного введення в дію ГЕС забезпечить близько 12 % обсягу виробництва електроенергії в Таджикистані.

## Історія
Плани з будівництва електростанції сягають 1970-х років, фактично будівництво розпочалось у 1989 році по руйнації СРСР, через брак фінансування, а також через громадянську війну в Таджикистані будівництво було зупинено більш ніж на десять років, у 1996 році уряд створив компанію для будівництва електростанції проте відновлення будівництва не відбулося.
У жовтні 2004 року була підписана міжурядова угода між Росією і Таджикистаном, за для завершення проекту У січні 2005 року, Росія, Таджикистан та Іран підписали протокол, згідно з яким Росія братиме участь в будівництві Сангтудинської ГЕС-1, Іран в будівництві Сангтудинської ГЕС-2. 16 лютого 2005 року була створена спільна російсько-таджицька компанія Сангтудинська ГЕС-1 Будівництво відновлено у квітні 2005 року
Перший енергоблок було введено в експлуатацію з випередженням графіка 20 січня 2008 року під час незвично суворої зими, з температурою нижче -20 ° C, через що таджицька енергомережа стала на межу колапсу другий і третій блоки були введені в експлуатацію 1 липня 2008 року і 15 листопада 2008 року, відповідно. Четвертий і останній блок було введено в експлуатацію 15 травня 2009 року 31 липня 2009 року станція була офіційно введена в експлуатацію, за участі президентів Росії і Таджикистану Дмитро Медведєв і Емомалі Рахмон